# Klimpfjäll
Klimpfjäll (Sami meridional: Klimhpe el. Klimhpese) es un pueblo ubicado en Vilhelmina en la Provincia de Västerbotten en Suecia, casi 2 millas de la frontera de Noruega y casi 12 millas de Vilhelmina. Klimpfjäll tiene empresas pequeñas que dan servicio para el turismo y la construcción.